# Lungenschwimmprobe
Die Lungenschwimmprobe, auch Schreyer-Schwimmprobe, ist ein rechtsmedizinisches Verfahren zu Überprüfung von Totgeburten.

## Prinzip und Ausführung
Eine beatmete Lunge enthält Luft, ist damit leichter als Wasser und schwimmt in selbigem. Eine unbeatmete Lunge, zum Beispiel eine solche eines tot geborenen Kindes, enthält keine Luft und sinkt im Wasser.
Ist aus rechtlichen Gründen die Frage zu klären, ob ein tot aufgefundenes neugeborenes Kind bereits tot geboren oder erst nach der Geburt getötet wurde, wird zur Durchführung der Probe ein Lungenflügel aus dem Thorax obduziert und in Wasser gelegt. Schwimmt er, hat das Kind nach der Geburt gelebt, sinkt er, handelt es sich um eine Totgeburt.
Allerdings ist zu beachten, dass durch eventuelle längere Liegezeit durch Verwesung Gase entstanden sein können, die zu einer Fehlanzeige führen können. Das ist durch eine Schwimmprobe an der Leber zu kontrollieren. Schwimmt diese ebenfalls, ist das Ergebnis der Lungenschwimmprobe nicht verwertbar.

## Geschichte
Schon der antike Arzt Galenos wusste um den Unterschied der Lungen von tot- und lebendgeborenen Kindern. Im Jahre 1679 hatte der holländische Arzt Jan Swammerdam (1637–1680) die Möglichkeit einer Lungenschwimmprobe beschrieben. In einem Fall vermuteter Kindstötung im Jahr 1681 wandte der Zeitzer Stadtphysikus Johannes Schreyer (1631–1695) diese erstmals an und führte sie damit in die gerichtliche Medizin ein. Die Angeklagte wurde von der vermuteten Kindstötung freigesprochen.
Bildgebende Verfahren, wie die Computertomografie eröffnen neue, zerstörungsfreie Untersuchungsmöglichkeiten.